# Psychose
Psychose är det franska brutal death metal-bandet Benighteds andra studioalbum, utgivet i mars 2002 på Adipocere Records.

## Låtlista
1. "Prémices psychotiques" (instrumental) – 1:23
2. "Paranoïa" – 4:37
3. "Dégénérescence" – 4:12
4. "Banished" – 3:23
5. "Arcanes démoniaques" – 4:14
6. "Aversion fanatique" – 5:41
7. "Lost in Catalepsy" – 4:00
8. "From Desire to Disgust" – 3:35
9. "Internal Sufferings" (instrumental) – 1:10
10. "Claustrophobia" – 4:19
11. "Feasting on the Disinterred Corpse" – 5:04
12. "Unleash Hell" – 5:59
13. "Slay the Benighted" (instrumental) – 3:43

## Medverkande
Musiker
- Julien Truchan – sång
- Olivier Gabriel – gitarr
- Liem N'Guyen – gitarr, basgitarr
- Fred Fayolle – trummor

Bidragande musiker
- Cédric Codognet – violin, ljudklipp

Produktion
- Benighted – producent
- Alain Guerci – mixning
- Philippe Tchekemian – mastering
- Cédric Codognet – låtskrivande
- Jean-Pascal Fournier – omslagskonst
- Midgard Creations – albumkonst
- Jérôme Boivin – logotyp
- Stéphanie Locati – foto